# Марченко Дмитро
Марченко Дмитро  — український кінорежисер 1910-х років. Працював в Одесі на кіностудії «Мірограф» Мирона Гросмана.

## Фільмографія
- 1911 — «Одеські катакомби»
- 1912 — «Мешканець з патефоном»